# Олександр Бейлінсон
Олександр Бейлінсон (нар. 13 червня 1957) — радянський та американський математик, працює в області алгебраїчної геометрії, математичної фізики та теорії представлень. Професор Чиказького університету.

## Біографія
Народився в 1957 році у Москві в гебрейській родині. Син математика Олександра Олексійовича Бейлінсона.
Закінчив Московський державний університет, кандидат фізико-математичних наук («Алгебраїчна геометрія і теорія струн», 1988). Після закінчення близько 6 років працював у Всесоюзному кардіологічному Науковому Центрі у Москві. З 1989 року працював в Інституті теоретичної фізики ім. Л. Д. Ландау, а також в Массачусетському технологічному університеті (США).
У 1994 році і з 1996 по 1998 роки Олександр Бейлінсон працював в Інституті перспективних досліджень у Прінстоні, штат Нью-Джерсі.

## Визнання
- 1983: доповідач на Міжнародному конгресі математиків у Варшаві
- 1999: лауреат премії Островського (разом Гельмутом Гофером)
- 2008: член Американської академії мистецтв і наук[4]
- 2017: член Національної академії наук США[5].
- 2018: лауреат премії Вольфа з математики (разом з Володимиром Дрінфельдом) [6]

## Доробок
- Beilinson, A. A.; Drinfeld, V. (2004). Chiral Algebras. American Mathematical Society. ISBN 978-0-8218-3528-9.

- Beilinson, A. A.; Ginzburg, V.; Soergel, W. (1996). Koszul duality patterns in representation theory. Journal of the American Mathematical Society. 9 (2): 473—527. doi:10.1090/S0894-0347-96-00192-0. ISSN 0894-0347.

- Beilinson, A. A.; Lusztig, G.; MacPherson, R. (1990). A geometric setting for the quantum deformation of GLn. Duke Mathematical Journal. 61 (2): 655—677. doi:10.1215/S0012-7094-90-06124-1. ISSN 0012-7094.

- Beilinson, A. A.; Ginzburg, V.; Schechtman, V. (1988). Koszul duality. Journal of Geometry and Physics. 5 (3): 317—350. doi:10.1016/0393-0440(88)90028-9. ISSN 0393-0440.

- Beilinson, A. A. (1987). How to glue perverse sheaves. K-theory, arithmetic and geometry (Manin seminar, Moscow, 1984--1986) in Lecture Notes in Math. Т. 1289. Springer-Verlag. с. 42—51.

- Beilinson, A. A. (1987). On the derived category of perverse sheaves. K-theory, arithmetic and geometry (Manin seminar, Moscow, 1984--1986) in Lecture Notes in Math. Т. 1289. Springer-Verlag. с. 27—41.

- Beilinson, A. A.; MacPherson, R.; Schechtman, V. (1987). Notes on motivic cohomology. Duke Mathematical Journal. 54 (2): 679—710. doi:10.1215/S0012-7094-87-05430-5. ISSN 0012-7094.

- Beilinson, A. A. (1986). Notes on absolute Hodge cohomology. Applications of algebraic K-theory to algebraic geometry and number theory, Part I, II (Boulder, Colo., 1983), Contemporary Mathematics. Т. 55. American Mathematical Society. с. 35—68.

- Beilinson, A. A. (1984). Higher regulators and values of L-functions. Itogi Nauki i Tekhniki, Current problems in mathematics. Т. 24. Akad. Nauk SSSR Vsesoyuz. Inst. Nauchn. i Tekhn. Inform., Moscow. с. 181—238.

- Beilinson, A. A.; Bernstein, J.; Deligne, P. (1982). Faisceaux pervers. Analysis and topology on singular spaces, I (Luminy, 1981), Astèrisque. Т. 100. Soc. Math. France, Paris. с. 5—171.

- Beilinson, A. A. (1980). Residues and adèles. Funktsional. Anal. I Prilozhen. 14 (1): 44—45. ISSN 0374-1990.

- Beilinson, A. A. (1978). Coherent sheaves on Pn and problems in linear algebra. Funktsional. Anal. I Prilozhen. 12 (3): 68—69. doi:10.1007/BF01681436. ISSN 0374-1990.